# Kin Platt
Kin Platt (* 8. Dezember 1911 in New York; † 1. Dezember 2003) war ein amerikanischer Schriftsteller. Er hat unter anderem unter dem Pseudonym Nick West zwei Romane für die erfolgreiche Serie Die drei ??? geschrieben.

## Leben
Kin Platt war ein vielseitiger Künstler. Er tat sich als Maler, Comiczeichner, Autor und Bildhauer hervor.
1911 wurde er als Sohn von Daniel und Etta Platt in New York geboren. Er hatte eine schwere Jugend, lief mit 7 von zu Hause weg und mit 10 zeichnete er den ganzen Tag. Er kopierte Cartoons und träumte davon, selbst ein großer Zeichner zu werden.
Später begann Platt zunächst als Theaterkarikaturist, dann, gegen Ende der 1930er Jahre begann er für Hanna-Barbera und Walt Disney Comics zu zeichnen. Er illustrierte und karkurierte auch in verschiedenen Zeitungen, so zum Beispiel für die Village Voice und die Los Angeles Times.
Im Zweiten Weltkrieg diente er der US Army, von 1943 bis 1946 war in Indien, Burma und China.
Nach dem Krieg ließ sich Platt in Los Angeles nieder und begann mit dem Schreiben von Kinder- und Jugendbüchern. Im Hinterkopf seine schwere Kindheit und inspiriert von den Idolen seiner Jugend, wie Jack London, Charles Lamm Rabelais, Cervantes und Sigmund Freud fand er schnell seinen eigenen Stil und schrieb von 1961 bis 1992 unzählige Romane für die jüngere Generation.
Seine im deutschsprachigen Bereich beiden bekanntesten Kinderbücher stammen aus der Three Investigators Serie, in Deutschland Die drei ???. 
Von ihm erschienen Die drei ??? und der unheimliche Drache (1970) und Die drei ??? und der rasende Löwe (1971). Beide Bücher schrieb er unter seinem Pseudonym Nick West.
Er starb 2003 im Alter von fast 92 Jahren.

## Werke
- Big Max, 1965.
- The Boy Who Could Make Himself Disappear, 1968.
- Hey, Dummy, 1971.
- Chloris and the Creeps, 1973.
- Chloris and the Freaks, 1975.
- Headman, 1975.
- Big Max and the Mystery of the Missing Moose, 1975.
- The Terrible Love Life of Dudley Cornflower, 1976.
- Run for Your Life, 1977.
- Chloris and the Weirdos, 1978.
- The Doomsday Gang, 1978.
- Dracula, Go Home, 1979.
- The Ape Inside Me, 1980.
- Flames Going Out, 1980.
- Brogg's Brain, 1981.
- Frank and Stein and Me, 1982.
- Crocker, 1983.
- Darwin and the Great Beasts, 1992.

### Die drei???
- Die drei ??? und der unheimliche Drache (The Mystery of the Coughing Dragon), 1970
- Die drei ??? und der rasende Löwe (The Mystery of the Nervous Lion), 1971

## Verfilmungen
- 1973: Baxter und die Rabenmutter (Baxter!)